# 飢餓的瑪莉
《飢餓的瑪莉》是由田村隆平於《週刊少年Jump》2017年13號46號連載的日本漫畫。單行本全4冊。台灣方面《寶島少年》新連載第三彈於2017年第19期開始連載。

## 故事大綱
美女木大河出生在日本少有的道教家庭，雖無法看見鬼魂，但十分擅長打架。住居隔壁是一間名叫鷺宮教會的教堂，教堂神父的女兒鷺宮安娜，是大河的暗戀對象。但由於兩家十數年來彼此交惡，大河和她的關係也十分尷尬。
在教會中有個名為瑪莉·泰瑞絲的幽靈，是瑪麗·安東妮的女兒，她為了躲避革命，在日本人武虎的協助下潛逃日本，藏身鷺宮教會，不久後便病死。兩百年後，為了讓瑪莉復活，鷺宮教會讓大河成為瑪莉附身的對象。但陰錯陽差之下，儀式僅顯現出了瑪莉的外表，而內在仍是大河的靈魂，擁有大河外表的瑪莉靈魂僅會在瑪莉肚子餓時現身。
之後，大河的祖母施術將大河的靈魂封印在狗布偶內，而瑪莉也掌握了交換靈魂的訣竅，並竭盡所能地偽裝身分，試圖維持原有生活。但他們仍受到校內學生幫派的注意，並因此展開鬥爭。
某日，力圖讓王權復辟的騎士團成員綁架了瑪莉，企圖借用她的能力開啟冥界之門，而先一步被他們復活的瑪麗·安東妮也率領骷髏士兵在街上作亂。大河等人在突破重重阻礙後終於見到瑪莉，過程中大河被瑪麗·安東妮殺死，之後他被瑪麗的能力救回並擊敗敵人。用盡氣力的瑪莉則縮成女童模樣，與大河和安娜重回日常生活。

## 主要人物
美女木大河
暗戀鷺宮安娜。是瑪莉的附身對象，所以常常會穿上女裝。被瑪莉憑依時，自身的靈魂會被封印在狗布偶內。是當初將瑪莉從革命者手中救下來帶至日本的美女木家的祖先轉世，只是本人沒有這份記憶。
鷺宮安娜
能看見幽靈，所以能看見瑪莉·泰瑞絲的幽魂。為了幫助瑪莉復活，因此把大河拖下水。喜歡大河，但是因為害羞不敢說出來，被瑪莉提點之後才正視自己的心意。
瑪莉·泰瑞絲
瑪麗·安東妮的女兒，在法國大革命前夕被美女木家的祖先帶往日本，不過因此病弱而死，靈魂經常徘徊在現鷺宮教堂內。故事最後藉著精靈羅潔成功在現世復活，不過體型縮水成孩童。

## 出版書籍
| 卷數 | 集英社        | 集英社                 | 東立出版社    | 東立出版社             |
| 卷數 | 發售日期      | ISBN                   | 發售日期      | ISBN                   |
| ---- | ------------- | ---------------------- | ------------- | ---------------------- |
| 1    | 2017年7月4日  | ISBN 978-4-08-881179-6 | 2017年12月1日 | ISBN 978-986-486-991-6 |
| 2    | 2017年10月4日 | ISBN 978-4-08-881208-3 | 2018年3月8日  | ISBN 978-986-486-992-3 |
| 3    | 2017年12月4日 | ISBN 978-4-08-881284-7 | 2018年4月20日 | ISBN 978-957-26-0383-3 |
| 4    | 2017年12月4日 | ISBN 978-4-08-881285-4 | 2018年6月25日 | ISBN 978-957-26-0384-0 |